# Mexicana Universal Morelos
Mexicana Universal Morelos (hasta 2016 llamado Nuestra Belleza Morelos) es un concurso a nivel estatal en Morelos, México, que selecciona a la representante estatal rumbo al certamen nacional Mexicana Universal (antes llamado Nuestra Belleza México), aspirando así a representar al país a nivel internacional en alguna de las plataformas que se ofrecen.
La organización estatal ha logrado los siguientes resultados desde 1994:
- Ganadoras: 2 (1997, 2013)
- 1.ª Finalista: 1 (2002)
- 2.ª Finalista: 1 (1999)
- Top 10/11/12: 2 (2007, 2012)
- Top 15/16: 4 (1994, 2010, 2011, 2014)
- Top 20/21: 2 (2005, 2018)
- Sin clasificación: 16 (1995, 1996, 1998, 2000, 2001, 2003, 2004, 2006, 2008, 2009, 2015, 2016, 2017, 2019, 2021, 2022)
- Ausencias: 1 (2004)

#### Reinas Nacionales
- Daniela Álvarez - Nuestra Belleza Mundo México 2013
- Lorenza Bernot -  Nuestra Belleza Internacional México 2008 (Designada)
- Graciela Soto -  Nuestra Belleza Internacional México 1999 (Designada)
- Blanca Soto - Miss Verano México 1998 (Designada)
- Blanca Soto - Nuestra Belleza Mundo México 1997

#### Reinas Internacionales
- Blanca Soto - Miss Verano Viña del Mar 1998

## Reinas Titulares
A continuación se presentan los nombres de las ganadoras anuales de Mexicana Universal Morelos, enumeradas en orden ascendente, así como los resultados obtenidos durante el certamen nacional de Mexicana Universal. Así mismo se destacan en algún color las reinas estatales que representaron al país en alguna franquicia actual o que tuvo la organización nacional a través de los años.
| Franquicias actuales: - Compitió en Miss International. - Compitió en Miss Grand International. - Compitió en Miss Charm. - Compitió en Reina Hispanoamericana. - Compitió en Miss Orb International. - Compitió en Nuestra Latinoamericana Universal. | Antiguas franquicias: - Compitió en Miss Universe. - Compitió en Miss World. - Compitió en Miss Continente Americano. - Compitió en Miss Costa Maya International. - Compitió en Miss Atlántico Internacional. - Compitió en Miss Verano Viña del Mar. - Compitió en Reina de la Atlantida. - Compitió en Reina Internacional del Café. - Compitió en Reina Internacional de las Flores. - Compitió en Señorita Continente Americano. - Compitió en Nuestra Belleza Internacional. |

| Año                                                                      | Reina Titular                                                                           | Originaria                                                                              | Clasificación                                                                           | Premio Especial                                                                         | Notas |
| 2025                                                                     | Zulema Natarén Peña                                                                     | Cuernavaca                                                                              | Por Competir                                                                            |                                                                                         | - 2.ª Finalista en Mexicana Universal Ciudad de México 2025 - 1.ª Finalista en Miss Globe México 2023 - Miss Globe Ciudad de México 2023 - Nació en la Ciudad de México                      |
| 2024                                                                     | Debido a cambios en las fechas del certamen nacional, no hubo elección estatal este año | Debido a cambios en las fechas del certamen nacional, no hubo elección estatal este año | Debido a cambios en las fechas del certamen nacional, no hubo elección estatal este año | Debido a cambios en las fechas del certamen nacional, no hubo elección estatal este año | Debido a cambios en las fechas del certamen nacional, no hubo elección estatal este año |
| 2023                                                                     | Kirssa Marie Coste González                                                             | Cuernavaca                                                                              | Por Competir                                                                            |                                                                                         | |
| 2022                                                                     | María Inés de los Santos Barreto                                                        | Cuernavaca                                                                              | -                                                                                       | -                                                                                       | - Compitió en Mexicana Universal Morelos 2018 |
| 2021                                                                     | Dayana Marlene González Casarrubias                                                     | Yautepec                                                                                | -                                                                                       | -                                                                                       | - 2.ª Finalista en Mexicana Universal Morelos 2018 - Compitió en Mexicana Universal Morelos 2017 - Compitió en Miss Morelos 2017 - Princesa en Reina de las Fiestas Patrias de Yautepec 2016 |
| 2020                                                                     | Debido a la contingencia por la pandemia Covid-19, no hubo elección estatal este año    | Debido a la contingencia por la pandemia Covid-19, no hubo elección estatal este año    | Debido a la contingencia por la pandemia Covid-19, no hubo elección estatal este año    | Debido a la contingencia por la pandemia Covid-19, no hubo elección estatal este año    | Debido a la contingencia por la pandemia Covid-19, no hubo elección estatal este año |
| 2019                                                                     | Grisel Ramírez Roldán                                                                   | Cuernavaca                                                                              | -                                                                                       | -                                                                                       | - |
| 2018                                                                     | Samantha Ortega Bahena                                                                  | Cuernavaca                                                                              | Top 20                                                                                  | -                                                                                       | - |
| 2017                                                                     | Valeria Gabriela Vélez Gutiérrez                                                        | Cuernavaca                                                                              | -                                                                                       | -                                                                                       | - Compitió en Miss Morelos 2017 |
| Hasta el año 2016 el titulo estatal fue nombrado Nuestra Belleza Morelos |                                                                                         |                                                                                         |                                                                                         |                                                                                         | |
| 2016                                                                     | Constanza Oscos Gordillo                                                                | Cuernavaca                                                                              | -                                                                                       | -                                                                                       | - |
| 2015                                                                     | Rebeca Garavito Bergantiños                                                             | Cuernavaca                                                                              | -                                                                                       | -                                                                                       | - |
| 2014                                                                     | Claudia Mariela Sanders Ibarrola                                                        | Cuernavaca                                                                              | Top 15                                                                                  | -                                                                                       | - Miss México Costa Maya 2020 - Top 16 en Miss México 2019 - Miss Morelos 2018 - Compitió en Nuestra Belleza Morelos 2013                                                                    |
| 2013                                                                     | Daniela Álvarez Reyes                                                                   | Cuernavaca                                                                              | Nuestra Belleza Mundo México                                                            | Miss Talento                                                                            | - Top 11 en Miss Mundo 2014 |
| 2012                                                                     | Chiara Rose Leuzinger Zuccolotto                                                        | Cuernavaca                                                                              | Top 10                                                                                  | -                                                                                       | - Compitió en Miss F1 México 2015 - Primera México-suiza nacida en San Galo, Suiza |
| 2011                                                                     | Siri Mazari Lizárraga                                                                   | Cuernavaca                                                                              | Top 15                                                                                  | -                                                                                       | - Miss Earth México-Fire 2009 - Miss Earth Morelos 2009 - Sobrina de María de Jesús Mazari Señorita Morelos 1980 - Segunda México-libanesa nacida en Morelos                                 |
| 2010                                                                     | Melissa Carolina Torres Ruiz                                                            | Cuernavaca                                                                              | Top 15                                                                                  | Miss Deportes                                                                           | - |
| 2009                                                                     | Anaiza Aguilar Macedo                                                                   | Cuernavaca                                                                              | -                                                                                       | -                                                                                       | - |
| 2008                                                                     | Ana Karen Mascott Carrasco                                                              | Cuernavaca                                                                              | -                                                                                       | -                                                                                       | - |
| 2007                                                                     | Lorenza Bernot Krause                                                                   | Cuernavaca                                                                              | Top 10                                                                                  | Miss Top Model                                                                          | - Compitió en Miss Internacional 2008 - Nuestra Belleza Internacional México 2008 |
| 2006                                                                     | Karla Soto Guerrero                                                                     | Cuernavaca                                                                              | -                                                                                       | -                                                                                       | - |
| 2005                                                                     | Natalia Pérez Suárez                                                                    | Cuernavaca                                                                              | Top 20                                                                                  | -                                                                                       | - |
| 2004                                                                     | No se envió candidata este año                                                          | No se envió candidata este año                                                          | No se envió candidata este año                                                          | No se envió candidata este año                                                          | No se envió candidata este año |
| 2003                                                                     | Yolanda Leal Tenorio                                                                    | Cuernavaca                                                                              | -                                                                                       | -                                                                                       | - |
| 2002                                                                     | Paulina Almada Rojas                                                                    | Cuernavaca                                                                              | 1.ª Finalista                                                                           | Miss Fotogenia Mejor Figura                                                             | - |
| 2001                                                                     | Belly Lizene Corona Velazco                                                             | Cuernavaca                                                                              | -                                                                                       | -                                                                                       | - |
| 2000                                                                     | Alinne Shedid Harnen                                                                    | Cuernavaca                                                                              | -                                                                                       | -                                                                                       | - Primera México-libanesa nacida en Morelos |
| 1999                                                                     | Graciela Soto Cámara                                                                    | Cuernavaca                                                                              | 2ª Finalista                                                                            | -                                                                                       | - Compitió en Miss Internacional 1999 - Nuestra Belleza Internacional 1999 |
| 1998                                                                     | Arlette Natera Martínez                                                                 | Cuernavaca                                                                              | -                                                                                       | -                                                                                       | - |
| 1997                                                                     | Blanca Delfina Soto Benavides                                                           | Cuernavaca                                                                              | Nuestra Belleza Mundo México                                                            | Mejor Piel                                                                              | - Miss Verano Viña del Mar 1998 - Miss Verano México 1998 - Compitió en Miss Mundo 1997 - Nació en Nuevo León                                                                                |
| 1996                                                                     | Ana Paula Castañares de los Cobos                                                       | Cuernavaca                                                                              | -                                                                                       | -                                                                                       | - |
| 1995                                                                     | Ruth Sarquis Valenzuela                                                                 | Cuernavaca                                                                              | -                                                                                       | -                                                                                       | - |
| 1994                                                                     | Yolanda Diana Velázquez Monroy                                                          | Jojutla                                                                                 | Top 16                                                                                  | -                                                                                       | - |